# Chris Eagles
Pour les articles homonymes, voir Eagles (homonymie).
Christopher Mark Eagles (né le 19 novembre 1985 à Hemel Hempstead) est un ancien footballeur anglais, milieu offensif, formé à Manchester United..

## Biographie
Il fait ses débuts en équipe première de Manchester United en 2003 puis est prêté à Watford, Sheffield Wednesday et NEC Nimègue aux Pays-Bas. Il retrouve les Red Devils à la fin de la saison 2006-2007.
Le 29 juillet 2008, Eagles signe un contrat de 3 ans en faveur de Burnley.
Le 29 juillet 2011, il est transféré pour trois saisons aux Bolton Wanderers.
À l'issue de la saison 2013-14 il est libéré par Bolton Wanderers.
Le 18 novembre 2014 il rejoint Blackpool.
Le 19 février 2015 il rejoint Charlton Athletic. À l'issue de la saison 2014-15, il est libéré par Charlton.
Le 19 octobre 2015, il rejoint Bury.
Le 5 août 2016, il rejoint Accrington Stanley.
L'11 janvier 2017, il rejoint Port Vale.
Le 27 juillet 2019, il signe un contrat d'une saison avec Oldham Athletic.